# An–24
Az An–24 (cirill betűkkel: Ан-24, NATO-kódja: Coke) szovjet légcsavaros gázturbinás, kéthajtóműves utasszállító repülőgép. Az Antonov tervezőiroda fejlesztette ki az 1950-es évek második felében. 1959 októberében szállt fel először. Sorozatgyártása 1962–1979 között folyt. Összesen 1367 darabot gyártottak, ebből 1028 darabot a kijevi Aviant repülőgépgyárban. Az An–24 konstrukcióján alapul a teherszállító változata, a hátsó teherrámpával felszerelt An–26. Speciális változata az An–30 légi fényképező repülőgép. Kínában gyártott változata a J–7, ebből több mint száz darabot gyártottak.

## Története
A Szovjetunió Minisztertanácsa 1957. december 18-án adta ki az 1417-656 sz. határozatát, amelyben megbízta a GSZOKB–473 tervezőirodát (később Antonov tervezőiroda) egy kis és közepes hatótávolságú (mai kategória szerint regionális) utasszállító repülőgép kifejlesztésére, amellyel az akkorra elöregedő Li–2-es, Il–12-es és Il–14-es repülőgépeket akarták felváltani.
Jelentős technológiai újítás volt a törzs gyártásánál a hagyományos szegecskötés helyett alkalmazott ragasztott kötések és hegesztési eljárás, amelyet a kijevi Paton Intézetben dolgoztak ki.